# Charles de Comberousse
Charles Jules Félix de Comberousse, né le 31 juillet 1826 à Paris et mort le 20 août 1897 dans la même ville, est un professeur français de mathématiques.

## Biographie
Ancien élève de l'École centrale (promo 1850), il enseigne jusqu'en 1886 les mathématiques au collège Chaptal, à l'École du génie rural et au Conservatoire national des arts et métiers ; de 1862 à 1890 la cinématique et la mécanique appliquée à l’École centrale Paris.
Il est inhumé au cimetière Montmartre, (22e division), avec son père l’auteur dramatique Alexis de Comberousse, sa mère, Félicie Sonthonax, fille de Léger-Félicité Sonthonax, et son épouse, Charlotte Richey.

## Distinction
Chevalier de la Légion d'honneur

## Reconnaissance
Il est passé à la postérité pour le manuel de géométrie qu'il écrivit avec Eugène Rouché, et qui connut plusieurs rééditions.

## Essais, traités et manuels
- Histoire de l'École centrale des arts et manufactures : depuis sa fondation jusqu'à ce jour, Paris, Gauthier-Villars, 1878.
- Notice sur la Mécanique industrielle de Jean-Victor Poncelet (1878)
- Eugène Rouché et Ch. de Comberousse, Traite de géométrie, Paris, Gauthier-Villars, 1865 (réimpr. 1879, 1898).
- Cours de mathématiques, Paris, Gauthier-Villars, 1862 (réimpr. 1882-1884).